# Eidkjosen
Eidkjosen est une localité du Nord de la Norvège. Située dans la région de Nord-Norge, au nord du cercle polaire arctique, elle se situe dans le comté de Troms og Finnmark. D'un point de vue administratif, elle fait partie de la kommune de Tromsø.

## Étymologie
La première partie eid vient du Kaldfjordeidet, qui s'étend au nord de la localité, et la seconde partie kjosen vient de kjóss signifiant « crique étroite », en lien avec la crique entre Nordbotn sur Håkøya et la localité.

## Géographie
La localité d'Eidkjosen se situe sur Kvaløya, cinquième île de Norvège hors Slavlbard, dans le comté (fylke) de Troms og Finnmark, au sein de la région de Nord-Norge, le tout au nord du cercle polaire arctique. La localité est baignée par le détroit de Sandnessundet, qui sépare Tromsøya et Kvaløya. Au sud de la localité se trouve Håkøya. La localité est à une quinzaine de kilomètres du centre de Tromsø. Au nord-est se trouve Kvaløysletta, et juste au nord la localité de Kaldfjord. 
En termes de transport, la fylkesvei 862 (no) allant de Straumsbotn à Senja et Hungeren à Tromsø traverse la localité. De plus, la fylkesvei 858 (no) commence dans la localité, en direction de Tømmerelv à Balsfjord.

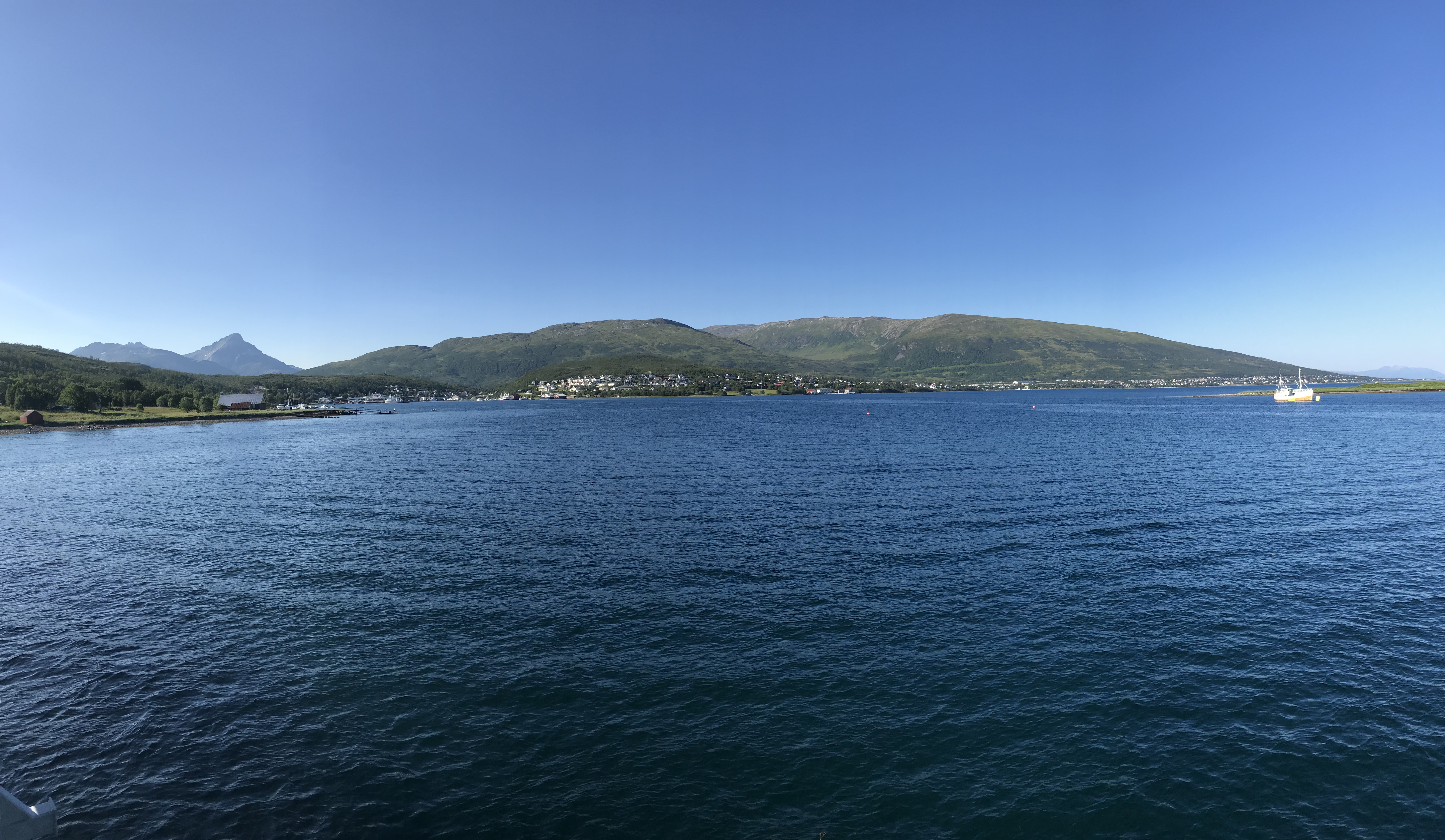
Eidkjosen vu du sud, depuis le pont entre Håkøya et Kvaløya. La montagne Store Blåmann sur la gauche. Les montagnes au milieu et à droite sont Rødtinnfjellet, Kjølen et Finnlandsfjellet.